# Regla del producte
A càlcul infinitesimal, la regla del producte anomenada també Llei de Leibniz (vegeu derivada), permet de calcular la derivada del producte de funcions derivables.
Es pot definit així:
{\displaystyle (fg)'=f'g+fg'\,}
O en la notació de Leibniz així:
{\displaystyle {d \over dx}(uv)=u{dv \over dx}+v{du \over dx}.}

## Descobriment fet per Leibniz
El descobriment d'aquesta regla és atribuït a Leibniz, que la va demostrar emprant el diferencials. D'acord amb l'argument de Leibniz's: Siguin u(x) i v(x) dues funcions diferenciables de x. Llavors el diferencial de uv és 
| {\displaystyle d(uv)\,} | {\displaystyle =(u+du)(v+dv)-uv\,}      |
|                         | {\displaystyle =u(dv)+v(du)+(du)(dv)\,} |
Com que el terme (du)(dv) és "negligible" (és a dir, un diferencial de segon ordre en du i dv), Leibniz va concloure que
{\displaystyle d(uv)=v(du)+u(dv)\,}
I aquesta és de fet la forma diferencial de la regla del producte. Si es divideixen tots dos cantons del = per diferencial de x: dx, s'obté
{\displaystyle {\frac {d}{dx}}(uv)=v\left({\frac {du}{dx}}\right)+u\left({\frac {dv}{dx}}\right)}
La qual també pot ser escrita emprant la "notació prima" com
{\displaystyle (uv)'=vu'+uv'.\,}

## Exemples
- Suposant que es vol obtenir la derivada de f(x) = x² sin (x). Emprant la regla del producte s'obté que la derivada és f'(x) = 2x sin(x) + x²cos(x) (donat que la derivada de x² és 2x i la derivada de sin(x) és cos(x)).
- Un cas particular de la regla del producte és la regla del producte per una constant la qual diu que si c és un nombre real i f(x) és una funció derivable, llavors cf(x) també és derivable, i la seva derivada és (c × f)'(x) = c × f '(x). Això és el que resulta d'aplicar la regla del producte donat que la derivada de qualsevol constant és zero. Això, combinat amb la regla de la suma de derivades, demostra que la derivació és una aplicació lineal.
- La regla del producte es pot emprar per a obtenir la regla de la integració per parts i la (versió feble)de la regla del quocient. (Aquesta és una versió "feble" en el sentit que no demostra que el quocient sigui derivable, sinó que només diu quina és la seva derivada en cas que ho sigui).

## Un error habitual
És un error habitual, en estudiar càlcul, de suposar que la derivada de (uv) és igual a (u′)(v′) (el mateix Leibniz va cometre aquest error al començament); en canvi, és força fàcil de trobar-ne contraexemples. El més senzill de tots, s'agafa la funció f, la derivada de la qual és f '(x). Però aquesta funció també es pot escriure com a f(x) · 1, donat que 1 és l'element neutre per a la multiplicació. Suposant que el concepte erroni mencionat abans fos veritat, (u′)(v′) hauria de ser igual a 0. Això és així perquè la derivada d'una constant (com ho és 1) és zero i el producte de f '(x) · 0 també és zero.

## Demostració de la regla del producte
Una demostració rigorosa de la regla del producte es pot obtenir emprant les propietats del límit i la definició de derivada.
Suposant
{\displaystyle h(x)=f(x)g(x),\,}
I que f i g són totes dues derivables al punt x. Llavors
{\displaystyle h'(x)=\lim _{w\to x}{h(w)-h(x) \over w-x}=\lim _{w\to x}{f(w)g(w)-f(x)g(x) \over w-x}.\qquad \qquad (1)}
Per tant, la diferència
{\displaystyle f(w)g(w)-f(x)g(x)\qquad \qquad (2)}
És l'àrea del rectangle gran menys l'àrea del rectangle petit de la figura.

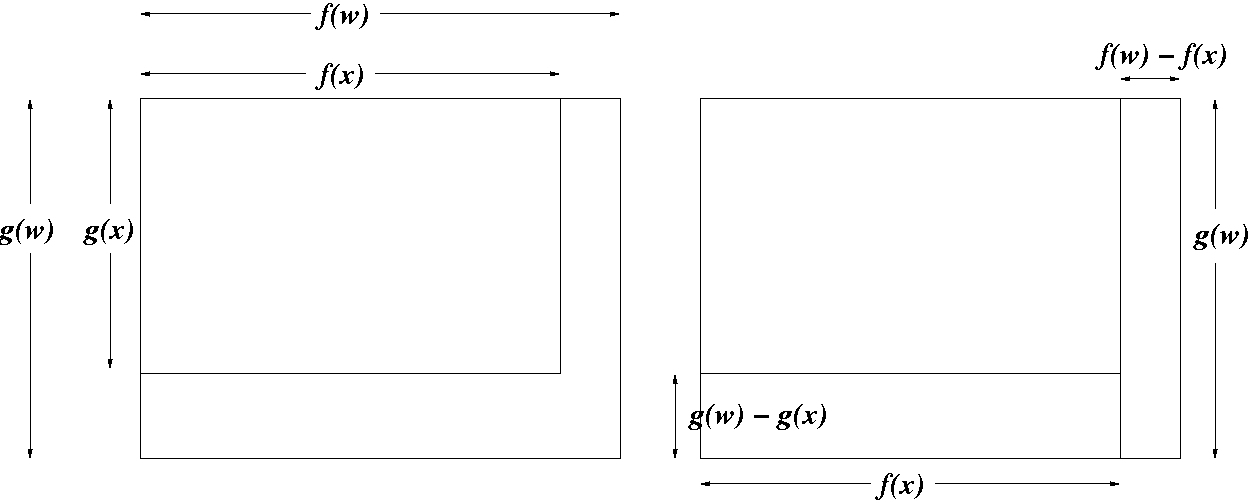
Regla del producte

La regió en forma de L es pot partir en dos rectangles, la suma de les seves àrees es veu fàcilment que és
{\displaystyle f(x){\Bigg (}g(w)-g(x){\Bigg )}+g(w){\Bigg (}f(w)-f(x){\Bigg )}.\qquad \qquad (3)}
(La figura pot estar en desacord amb alguns casos especials, donat que f(w) no cal que sigui més gran que f(x) i g(w) no cal que sigui més gran que g(x). Ara bé, la igualtat de (2) 1 (3) es pot comprovar fàcilment per àlgebra.)
Donat que l'expressió de (1) és igual a
{\displaystyle \lim _{w\to x}\left(f(x)\left({g(w)-g(x) \over w-x}\right)+g(w)\left({f(w)-f(x) \over w-x}\right)\right).\qquad \qquad (4)}
Si tots quatre límits de (5) que hi ha més aball existeixen, Llavors l'expressió de (4) és igual a
{\displaystyle \left(\lim _{w\to x}f(x)\right)\left(\lim _{w\to x}{g(w)-g(x) \over w-x}\right)+\left(\lim _{w\to x}g(w)\right)\left(\lim _{w\to x}{f(w)-f(x) \over w-x}\right).\qquad \qquad (5)}
Ara
{\displaystyle \lim _{w\to x}f(x)=f(x)\,}
perquè f(x) es manté constant quan w → x;
{\displaystyle \lim _{w\to x}{g(w)-g(x) \over w-x}=g'(x)}
perquè g és derivable a x;
{\displaystyle \lim _{w\to x}{f(w)-f(x) \over w-x}=f'(x)}
Perquè f és derivable a x;
I ara la part "dura":
{\displaystyle \lim _{w\to x}g(w)=g(x)\,}
perquè g és contínua a x. Com se sap que g és contínua a x? Perquè un altre teorema diu que si una funció és derivable a un punt llavors és contínua en aquest punt.
Com a conclusió es té que l'expressió de (5) és igual a
{\displaystyle f(x)g'(x)+g(x)f'(x).\,}

## Demostració alternativa: emprant logaritmes
Sia f = uv i suposant que u i v són positives. Llavors
{\displaystyle \ln f=\ln u+\ln v.\,}
Derivant als dos cantons:
{\displaystyle {1 \over f}{d \over dx}f={1 \over u}{d \over dx}u+{1 \over v}{d \over dx}v}
I ara, multiplicant el cantó esquerre per f, i el cantó dret per uv,
{\displaystyle {d \over dx}f=v{d \over dx}u+u{d \over dx}v.}
Aquesta demostració surt a  Arxivat 2008-01-17 a Wayback Machine.. Fixeu-vos que donat que u, v cal que siguin contínues, la suposició de què siguin positives no en disminueix la generalitat.
Aquesta demostració descansa en la regla de la cadena i en les propietats de la funció logaritme natural, les dues són més profundes que la regla del producte. Des de cert punt de vista això és un desavantatge d'aquesta demostració. Per altra banda, la senzillesa de l'algebra per a aquesta demostració poder la fa més fàcil d'entendre que la demostració emprant directament la definició de derivada.

## Demostració alternativa: emprant la regla de la cadena
Si es considera la identitat
{\displaystyle uv={\frac {1}{4}}\left[\left(u+v\right)^{2}\;-\;\left(u-v\right)^{2}\right].}
Llavors
{\displaystyle {\begin{aligned}{\frac {d\left(uv\right)}{dx}}&{}={\frac {d}{dx}}{\frac {1}{4}}\left[\left(u+v\right)^{2}\;-\;\left(u-v\right)^{2}\right]\\\\&{}={\frac {1}{4}}\left[2\left(u+v\right)\left({\frac {du}{dx}}+{\frac {dv}{dx}}\;\right)\;-\;2\left(u-v\right)\left({\frac {du}{dx}}-{\frac {dv}{dx}}\right)\right]\\\\&{}={\frac {1}{4}}\left[4u{\frac {dv}{dx}}\;+\;4v{\frac {du}{dx}}\right].\end{aligned}}}
Per tant
{\displaystyle {\frac {d\left(uv\right)}{dx}}\;=\;u{\frac {dv}{dx}}\;+\;v{\frac {du}{dx}}.}
Això no es basa en el fet que u i v siguin positives, i és un resultat de la regla de la cadena igual que la demostració logarítmica.

## Generalitzacions

### Producte de més de dos factors
La regla del producte es pot generalitzar a productes de mes de dos factors. Per exemple, per a tres factors es té
{\displaystyle {\frac {d(uvw)}{dx}}={\frac {du}{dx}}vw+u{\frac {dv}{dx}}w+uv{\frac {dw}{dx}}}
Per a una família de fincios {\displaystyle f_{1},\dots ,f_{k}}, es té
{\displaystyle {\frac {d}{dx}}\prod _{i=1}^{k}f_{i}(x)=\left(\sum _{i=1}^{k}{\frac {{\frac {d}{dx}}f_{i}(x)}{f_{i}(x)}}\right)\prod _{i=1}^{k}f_{i}(x).}

### Derivades d'ordre superior
La regla de Leibniz és la generalització per a derivades d'ordre superior del producte de dos factors: si y = uv i y(n) indica la derivada n-èsima de y, llavors
{\displaystyle y^{(n)}(x)=\sum _{k=0}^{n}{n \choose k}u^{(n-k)}(x)\;v^{(k)}(x).}
Vegeu coeficient binomial i el binomi de Newton, que formalment és força similar.

### Derivades parcials d'ordre superior
Per a les derivades parcials, es té
{\displaystyle {\partial ^{n} \over \partial x_{1}\,\cdots \,\partial x_{n}}(uv)=\sum _{S}{\partial ^{|S|}u \over \prod _{i\in S}\partial x_{i}}\cdot {\partial ^{n-|S|}v \over \prod _{i\not \in S}\partial x_{i}}}
On l'índex S recorre la llista completa dels 2n subconjunts de {1, ..., n}. Si això sembla difícil d'entendre, consideris el cas al qual n = 3:
{\displaystyle {\begin{aligned}&{}\quad {\partial ^{3} \over \partial x_{1}\,\partial x_{2}\,\partial x_{3}}(uv)\\\\&{}=u\cdot {\partial ^{3}v \over \partial x_{1}\,\partial x_{2}\,\partial x_{3}}+{\partial u \over \partial x_{1}}\cdot {\partial v \over \partial x_{2}\,\partial x_{3}}+{\partial u \over \partial x_{2}}\cdot {\partial v \over \partial x_{1}\,\partial x_{3}}+{\partial u \over \partial x_{3}}\cdot {\partial v \over \partial x_{1}\,\partial x_{2}}\\\\&{}\qquad +{\partial ^{2}u \over \partial x_{1}\,\partial x_{2}}\cdot {\partial v \over \partial x_{3}}+{\partial ^{2}u \over \partial x_{1}\,\partial x_{3}}\cdot {\partial v \over \partial x_{2}}+{\partial ^{2}u \over \partial x_{2}\,\partial x_{3}}\cdot {\partial v \over \partial x_{1}}+{\partial ^{3}u \over \partial x_{1}\,\partial x_{2}\,\partial x_{3}}\cdot v.\end{aligned}}}

### Regla del producte en els espais de Banach
Si X, Y, i Z són espai de Banach (els quals inclouen l'espai Euclidià) i B : X × Y → Z és un operador bilineal funció contínua. Llavors B és derivable, i la seva derivada al punt (x,y) de X × Y és l'aplicació lineal D(x,y)B : X × Y → Z donata per 
{\displaystyle (D_{\left(x,y\right)}\,B)\left(u,v\right)=B\left(u,y\right)+B\left(x,v\right)\qquad \forall (u,v)\in X\times Y.}

### Derivades a àlgebra abstracta
A àlgebra abstracta, la regla del producte es fa servir per a definir el que es diu una derivada, no vice versa.

## Una aplicació
Entre les aplicacions de la regla del producte hi ha una demostració que
{\displaystyle {d \over dx}x^{n}=nx^{n-1}}
quan n és un nombre enter positiu (aquesta regla és veritat fins i tot si n no és positiu, diferent de -1, o si no és un enter, però la demostració s'ha de basar en altres mètodes). La demostració és una Prova per inducció sobre l'exponent n. Si n = 0 Llavors xn és constant i nxn −  = 0. La regla és veritat en aquest cas perquè la derivada d'una funció constant es la funció zero. Suposant que la regla sigui veritat per a un exponent qualsevol n, llavors per al següent valor, n + 1, es té
{\displaystyle {\begin{aligned}{d \over dx}x^{n+1}&{}={d \over dx}\left(x^{n}\cdot x\right)\\\\&{}=x{d \over dx}x^{n}+x^{n}{d \over dx}x\qquad {\mbox{(per la regla del producte)}}\\\\&{}=x\left(nx^{n-1}\right)+x^{n}\cdot 1\qquad {\mbox{(per la hipotesi de induccio)}}\\\\&{}=(n+1)x^{n}.\end{aligned}}}
Per tant, si la proposició és veritat per a n, també ho ha de ser per a n + 1.